# Aleja Polski Walczącej w Warszawie

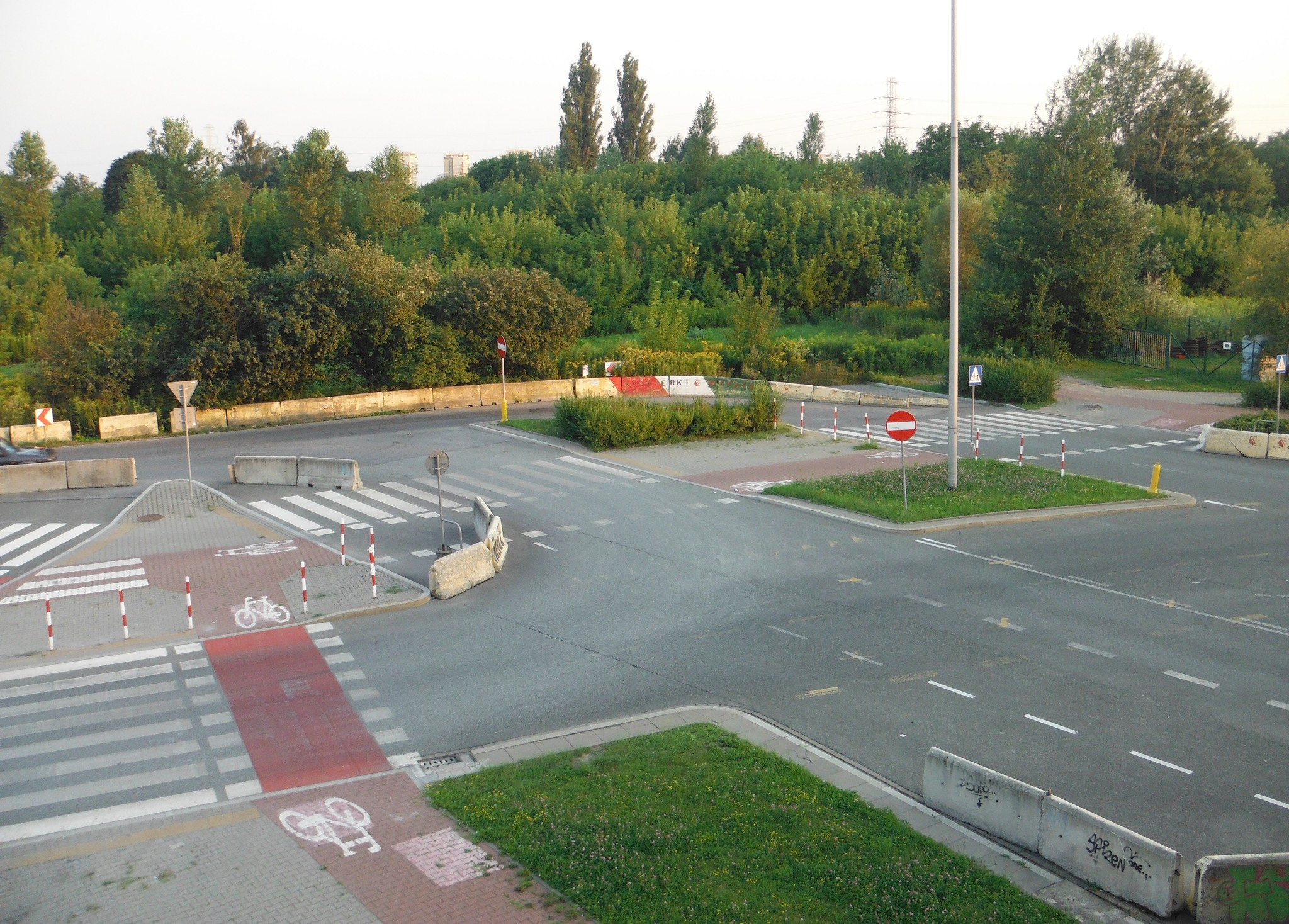
Miejsce skrzyżowania z Trasą Siekierkowską przed budową alei

Aleja Polski Walczącej (tzw. Czerniakowska-bis) – ulica na terenie warszawskich Siekierek oddana do użytku w 2019 roku. Zaczyna się przy ul. Wolickiej i stanowi połączenie między Trasą Siekierkowską a ul. Czerniakowską.

## Przygotowania do budowy i realizacja

### Dyskusja nad kształtem alei
Projekt zakładał budowę nowego połączenia Trasy Siekierkowskiej z ulicą Czerniakowską na wysokości ulicy Gagarina, tak aby aleja rozpoczęła swój bieg przy ulicy Wolickiej. Projekt od początku budził kontrowersje związane m.in. z pomysłem budowy kładki dla pieszych na wysokości ulicy Zwierzynieckiej – z uwagi na wnioski mieszkańców zdecydowano o utworzeniu naziemnego przejścia dla pieszych z sygnalizacją świetlną. Zrezygnowano także z planowanych pierwotnie ekranów akustycznych. Sama idea budowy drogi wielokrotnie była tematem podnoszonym przez mieszkańców, którzy demonstrowali swoje niezadowolenie ze stanu ulicy Bartyckiej stanowiącej główny wyjazd z terenu Siekierek. 12 grudnia 2016 Zarząd Miejskich Inwestycji Drogowych poinformował o ogłoszeniu przetargu na budowę alei Polski Walczącej. Zaproponowano budowę dwóch jezdni z pozostawieniem rezerwy terenu na planowaną w tym miejscu linię tramwajową.

### Budowa
Pierwsze wycinki drzew związane z szykowaną budową przeprowadzono w lutym 2017, a 9 marca ogłoszono, że wykonawcą inwestycji będzie przedsiębiorstwo Budimex. W kwietniu podpisana została umowa z wykonawcą inwestycji, a budowa ruszyła kilka tygodni później. Oddanie inwestycji do użytku przewidziane zostało na październik 2018, jednak z uwagi na problemy z oświetleniem termin otwarcia nowej drogi przełożono. W grudniu 2018 rzecznika ZMID wspomniała o woli otwarcia nowej ulicy do końca stycznia 2019, zaś w końcu stycznia termin otwarcia określono na 2 lutego. Powyższy termin został dotrzymany i 2 lutego 2019 ulica została udostępniona do ruchu.
Zgodnie z planem koszt inwestycji wyniósł niecałe 40 mln złotych.

## Ważniejsze obiekty
- Pomnik Żołnierzy Batalionów Chłopskich i Ludowego Związku Kobiet